# Hungry Horse (Montana)
Hungry Horse es un lugar designado por el censo (en inglés, census-designated place, CDP) ubicado en el condado de Flathead, Montana. Según el censo de 2020, tiene una población de 828 habitantes.

## Geografía
La localidad está ubicada en las coordenadas 48°23′2″N 114°3′53″O / 48.38389, -114.06472 (48.383808, -114.064861). Según la Oficina del Censo de los Estados Unidos, tiene una superficie total de 3.94 km², de la cual 3.71 km² corresponden a tierra firme y 0.23 km² están cubiertos de agua.

## Demografía
Según el censo de 2020, hay 828 personas residiendo en la localidad. La densidad de población es de 223.18 hab./km². El 89.0% de los habitantes son blancos, el 1.9% son amerindios, el 0.4% son asiáticos, el 1.7% son de otras razas y el 7.0% son de una mezcla de razas. Del total de la población, el 3.5% son hispanos o latinos de cualquier raza.